# Sven Lidman (clérigo)
Sven Fredrik Lidman (11 de diciembre de 1786 en Norrköping – 9 de marzo de 1845 en Linköping) fue un clérigo sueco.
Lidman se doctoró por la Universidad de Upsala en 1806, y se ordenó en la Iglesia de Suecia, de confesión evangélico-luterana, en 1811. De 1811 a 1817 sirvió como predicador en la delegación de Suecia en Constantinopla (hoy Estambul). En 1817, consiguió un puesto en la enseñanza en Linköping, donde fue nombrado deán (domprost) de la Catedral de Linköping en 1824. Durante algunos años, Lidman representó la diócesis de Linköping en el Riksdag (parlamento sueco). 
Está enterrado en la sepultura familiar de los Lidman en el cementerio del sudeste de Linköping.